# The Modern Travel Series
The Modern Travel Series ist eine englischsprachige Buchreihe mit seinerzeit neueren Reisewerken, die in London bei T. Fisher Unwin von ungefähr 1906 bis 1914 erschien. Sie spiegelt vorrangig Erlebnisse aus imperialer und kolonialer Zeit wider und enthält neben englischsprachigen Originalwerken und Neuauflagen auch Übersetzungen, darunter In forbidden China. The d'Ollone mission 1906-1909. China-Tibet-Mongolia von Henri d’Ollone. Von Samuel Turner beispielsweise, dem englischen Bergsteiger, der unter anderem Sibirien, Südamerika und Neuseeland bereiste, fanden zwei Werke Aufnahme.
Die folgende Übersicht erhebt keinen Anspruch auf Aktualität oder Vollständigkeit.

## Bände (Auswahl)
- Edmund James Banfield: The confessions of a beachcomber : scenes and incidents in the career of an unprofessional beachcomber in tropical Queensland. London: T.F. Unwin, 1908.
- Edmund James Banfield: My tropic isle. London, 1913.
- T. Broadwood Johnson: Tramps round the mountains of the moon and through the back gate of the Congo State. London, 1912.
- E. J. Hardy: John Chinaman at home : sketches of men, manners and things in China. London : Fisher Unwin, 1912. Digitalisat
- Ernest John Harrison: The fighting spirit of Japan and other studies. London, 1914.
- John Hedley: Tramps in dark Mongolia. London, Leipsic, (1912)
- T. B. Johnson; T. F. V. Buxton: Tramps round the mountains of the moon : and throught the back gate of the Congo state. London : T. Fisher Unwin, [1912]
- Le Blond, Mrs Aubrey (Mrs Main): True Tales of Mountain Adventure. For Non-Climbers Young and Old. T. Fisher Unwin, London, 1906
- Alexander Macdonald: In the land of pearl and gold; a pioneer's wanderings in the back-blocks and pearling grounds of Australia and New Guinea. London T. F. Unwin [1913]
- Alexander Macdonald: In search of El Dorado : a wanderer's experiences. London: T. Fisher Unwin, 1910.
- Alexander Macdonald; Moresby: In Search of El Dorado. London Fisher Union (1910)
- Vicomte D'Ollone; Bernard Miall: In forbidden China. The d'Ollone mission 1906-1909. China-Tibet-Mongolia. London, 1912.
- Turner, Samuel: My Climbing Adventures in Four Continents, London, 1911
- Samuel Turner: Siberia : a record of travel, climbing, and exploration. London ; Leipsic: Fisher Unwin, 1911.
- Ármin Vámbéry: The life and adventures of Arminius Vambéry. London: Fisher Unwin, 1914.
- Arnold Wienholt Hodson: Trekking the great thirst : travel and sport in the Kalahari Desert. London, 1914.